# Didymella macropodii
Didymella macropodii är en svampart som beskrevs av Petr. 1928. Didymella macropodii ingår i släktet Didymella, ordningen Pleosporales, klassen Dothideomycetes, divisionen sporsäcksvampar och riket svampar.   Inga underarter finns listade i Catalogue of Life.